# Glaciar Support Force
El glaciar Support Force es un gran glaciar en las montañas Pensacola, que drena hacia el norte entre la cordillera Forrestal y la cordillera Argentina, hasta la barrera de hielo Filchner-Ronne.
El Servicio Geológico de los Estados Unidos cartografió el glaciar en base a trabajos y fotografías aéreas de la Armada de los Estados Unidos, entre 1956 y 1966. El Comité Consultivo sobre Nomenclatura Antártica nombró al glaciar en reconocimiento a la Fuerza Naval de Apoyo de los Estados Unidos, que brindó un importante apoyo al programa antártico estadounidense durante este período.
En la toponimia antártica argentina, conforma dos glaciares. Ambos fueron vistos desde el aire y nombrados por la Unidad de Tareas 7-8 de la Armada Argentina que realizó el primer vuelo argentino al polo sur geográfico durante la campaña antártica argentina de verano de 1961-1962:
- El glaciar Les Eclaireurs (parte inferior del glaciar, en las coordenadas 82°50′S 46°00′O / -82.833, -46.000), recibió el nombre del transporte Les Eclaireurs, que realizó el primer viaje turístico al continente antártico en 1958.
- El glaciar Punta Ninfas (parte superior del glaciar, en las coordenadas 83°18′S 47°00′O / -83.300, -47.000), recibió el nombre del buque-tanque ARA Punta Ninfas, que participó en varias campañas antárticas argentinas.

## Reclamaciones territoriales
Argentina incluye al glaciar en el departamento Antártida Argentina dentro de la provincia de Tierra del Fuego, Antártida e Islas del Atlántico Sur; y para el Reino Unido integra el Territorio Antártico Británico. Las tres reclamaciones están sujetas a los términos del Tratado Antártico.
Nomenclatura de los países reclamantes:
- Argentina: glaciar Les Eclaireurs y glaciar Punta Ninfas
- Reino Unido: Support Force Glacier